# 미하일 츠베트

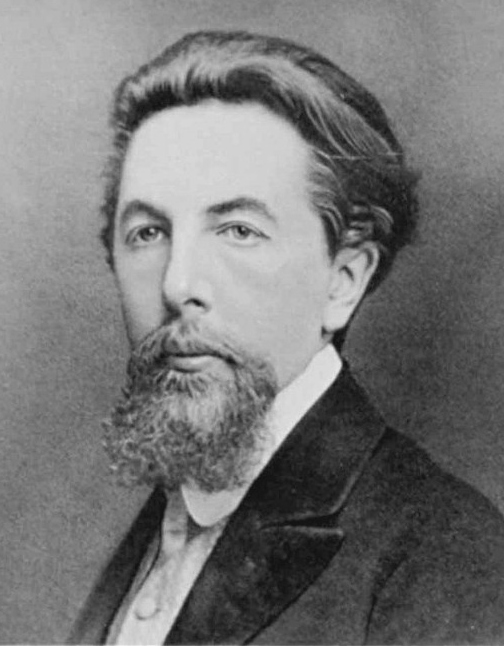
미하일 츠베트

미하일 세묘노비치 츠베트(러시아어: Михаил Семёнович Цвет, 1872년 ~ 1919년)는 러시아의 식물학자였다. 1906년 식물 색소를 분리하는 삼투법을 고안해 처음으로 크로마토그래피 분석을 수행했다.